# Gerheide
Gerheide is een gehucht in de gemeente Balen in de Belgische provincie Antwerpen. Het ligt tussen het centrum van Balen en Wezel.

## Geschiedenis
Op de Ferrariskaart uit de jaren 1770 is de plaats weergegeven als het gehucht Gereyden.

## Bezienswaardigheden
- De Kapel van Gerheide
- De Sint-Janskerk aan de Sint-Jansstraat.

## Natuur
Ten oosten van Gerheide ligt het natuur- en recreatiegebied Keiheuvel en het landgoed De Most.